# Прорыв у Седана
Прорыв у Седана (фр. Percée de Sedan) — решающее сражение в ходе Западной кампании Второй мировой войны, проходившее с 13 по 15 мая 1940 года. Сражение было важнейшей частью немецкого плана по окружению союзных армий в Бельгии и северо-восточной Франции.

## Развитие событий
Танковая группа Клейста, начавшая наступление 10 мая, прорвалась через лесистое высокогорье Арденн, преодолев сопротивление двух дивизий бельгийских арденнских стрелков, а также вынудила посланные для подкрепления французские кавалерийские (бронетанковые) части оставить оборонительную линию на Семуа. 12 мая, на КП Клейста прибыл старший адъютант Гитлера, полковник Шмундт. Фюрер хотел знать, намеревается ли Клейст попытаться форсировать Маас на следующий день или он собирается ждать подхода Листа. Клейст ответил, что будет атаковать «немедленно, чтобы не потерять время». Гитлер одобрил это решение и приказал обеспечить воздушную поддержку силами пикирующих бомбардировщиков из 8-го воздушного корпуса генерала барона Вольфрама фон Рихтгофена. В тот же вечер Клейст вызвал Гудериана и приказал ему форсировать Маас и атаковать противника в районе Седана. Операция должна была начаться в 4 часа дня на следующий день, 13 мая. Гудериан указал, что у него имеются в наличии лишь две дивизии, так как 2-я танковая на его северном фланге в тот момент была скована упорным сопротивлением французов в секторе Семуа. Он хотел отложить форсирование, пока в его распоряжении не окажутся силы всего корпуса.  Клейст отказался принимать в расчет возражения и приказал начинать атаку с имеющимися силами. Подобный же приказ был отдан и командиру 41-го моторизованного корпуса Рейнхардту.
Гудериан намеревался атаковать дивизией, располагавшейся в центре, 1-й танковой. Массированный удар наносился западнее Седана. Эта дивизия была усилена полком «Великая Германия». Для артиллерийской поддержки 1-й танковой дивизии были приданы части корпусной артиллерии, а также артполка соседних дивизий. Седан защищали 55-я и 71-я французские пехотные дивизии, не отличавшиеся высоким уровнем
боевой подготовки.  71-я пехотная находилась в еще более плачевном состоянии, будучи укомплектованной противотанковыми пушками и
зенитками менее чем на 50 процентов, а из 17000 солдат и офицеров ее личного состава 7000 находились либо в отпусках, либо сказались больными.  Полк «Великая Германия» переправился через реку в надувных лодках и на понтонах и высадился на западной окраине Седана. Обойдя город, он овладел в 7 часов вечера ключевыми высотами Марфе. Вслед за «Великой Германией» на другой берег переправилась пехота
1-й моторизованной бригады 1-й танковой дивизии, которая примерно в 7.30 вечера вышла на высоты Марфе. К этим частям чуть позднее, в темноте, присоединились два пехотных батальона 10-й танковой дивизии, которые форсировали Маас юго-западнее города, когда начало смеркаться. Саперы навели переправу за тридцать восемь минут, и по ней сразу же хлынул поток пехоты и противотанковых орудий. К полуночи у Глера был наведен шестнадцатитонный мост. В тот же вечер первые части корпуса Гудериана достигли Мааса возле Седана, вскоре после того, как последние французские части переправились через реку и были взорваны мосты. Из-за отставания артиллерии Гудериан вместе с командующим 2-м авиационным корпусом Бруно Лёрцером разработал план переправы, который предусматривал последовательные волны воздушных налетов на французские позиции. Наступление через реку планировалось начать не ранее полудня, поскольку Гудериан хотел дождаться, пока его отставшая 2-я танковая дивизия не займет позиции.
Целенаправленная продолжительная бомбардировка, начавшаяся утром 13 мая и достигшая апогея незадолго до атаки сухопутных войск во второй половине дня, сломила психологическое сопротивление французских защитников 55-й и 71-й пехотных дивизий, которые с захватом передовыми немецкими подразделениями, переправившимися на резиновых лодках, высоты 301 (Ла-Булет) стали покидать позиции.
Тем временем среди французских артиллеристов стали распространяться слухи о том, что немецкие танки уже появились на высотах Марфе и достигли Бульсона, деревни в пяти милях к югу от Седана. Эти слухи были ложными от начала до конца. Через реку еще не переправился ни один танк. Полковники, командовавшие полком тяжелой артиллерии 10-го корпуса и группой артподдержки 55-й дивизии, приказали своим частям отходить, а затем исчезли сами. В панике 55-я дивизия побросала большую часть своих орудий.  Дивизия рассеялась, некоторые ее подразделения бежали без остановки до самого Реймса, находящегося в ста километрах от Седана.
Понтонный мост во Флуэне был завершен около полуночи, и около 7:30 утра 14 мая первые немецкие танки переправились через Маас.  Вскоре под контролем Гудериана оказался плацдарм размером пять миль в ширину и пять миль в глубину. К рассвету ему удалось переправить через реку целую танковую бригаду.
Около семи часов 14 мая левая ударная группа в составе французского 213-го пехотного полка и 7-го танкового батальона начала контратаку в направлении Седана. Предупрежденный самолетами-разведчиками, командир 1-й танковой дивизии Кирхнер немедленно отправил первую немецкую танковую роту в сторону Бюльсона, куда она прибыла около 8:45 утра, но подошедшей ударной группой французов она была уничтожена. Когда прибыла вторая танковая рота, атака французов была остановлена. После прибытия еще одной танковой роты и пехоты из полка «Великая Германия» немцы контратаковали и отбросили французов.
В долине реки Бар в направлении Шатель-Шери атака французов была остановлена на переправе восточнее Коннажа двумя взводами противотанковых орудий (3,7 cm PaK 36) полка «Великая Германия». И здесь исход боя решился лишь прибытием танковой роты и 8,8-см зенитных орудий. После прибытия дополнительных подкреплений пехоты немцы контратаковали и отбросили французов на юг, где к полудню те оставили Шемери и важные мосты через Арденнский канал и Бар у Мальми неповрежденными.
Днем 14 мая 170 французских и английских самолетов произвели налет на переправы немцев через реку Маас, но он прошел неудачно. 85 самолетов союзников (50 французских и 35 английских) было сбито. Уничтожить переправы не удалось. Немецкая же авиация успешно обеспечила переправу своих войск через Маас.
Около 14 часов Гудериан отдал приказ 1-й и 2-й танковым дивизиям атаковать всеми своими силами через мосты на запад (ранее 2-я танковая дивизия перешла мосты близ Пон-а-Бара).
Два французских усиленных армейских корпуса (пять дивизий, включая танковую дивизию и остатки X корпуса) под командованием генерала Флавиньи получили приказ контратаковать, но генерал под влиянием распространившихся слухов о массированных немецких танковых атаках, решил вначале перейти к обороне и только 15 мая атаковал на Стонн, где увяз на три дня в тактических боях вокруг этой деревни.
Это означало, что наступающие немецкие танки группы Клейста смогли 15 мая почти беспрепятственно продвигаться. Смяв две слабые пехотные дивизии 2-й армии Ш. Хюнтцигера, танковый корпус Гудериана направил удар против правого фланга 9-й армии А. Корапа, заходя в тыл французских войск.
Поражение французов при Седане оставило союзников в Бельгии практически без защиты южного крыла. Военные историки сходятся во мнении, что битва при Седане решила судьбу Бельгии и Франции.